# D'arcy Wretzky
D'arcy Elizabeth Wretzky-Brown (South Haven (Michigan), 1 mei 1968), ook wel bekend als D'arcy, is een basgitariste die het best bekend is door haar baspartijen bij de alternatieve-rockgroep Smashing Pumpkins.
De band werd gesticht door Billy Corgan en James Iha  in 1988. Corgan en Wretzky ontmoetten elkaar in een muziekclub en Wretzky viel bij hem op toen ze een opmerking maakte over de band die aan het spelen was die avond. Een discussie volgde en Billy Corgan nam haar op in zijn band.
Wretzky speelde mee op de studioalbums van de Smashing Pumpkins, Gish, Siamese Dream, Mellon Collie and The Infinite Sadness en Adore, ze speelde ook alle riffs op het album, MACHINA/The Machines of God.
In 1999 stapte ze uit de band om te gaan acteren.
- International Standard Name Identifier: 0000 0001 1457 6754
- Library of Congress Control Number: no2002080328
- MusicBrainz: a22725f2-3d56-4913-ba21-a7aa6fbca60f
- Nationale Bibliotheek van Tsjechië: xx0030517
- Virtual International Authority File: 161602292
- WorldCat: E39PBJkxDyTJ9PCmXgRgqxbyBP